# Anarsia
Genre
Le genre Anarsia regroupe de petits  lépidoptères (papillons) de la famille des Gelechiidae.

## Principales espèces
Selon LepIndex :
- Anarsia acaciae Walsingham, 1898

Selon Funet :
- Anarsia bilbainella (Rössler, 1877)
- Anarsia eleagnella Kuznetsov, 1957
- Anarsia lineatella Zeller, 1839 - petite mineuse du pêcher
- Anarsia spartiella (Schrank, 1802)

## Synonyme
- Ananarsia Amsel, 1959

## Référence
- Zeller, P.C. 1839. Versuch einer naturgemäßen Eintheilung der Schaben. Isis von Oken, Jena